# جاك هنتر
جاك هنتر (بالإنجليزية: Jack Hunter)‏ (28 أبريل 1995 في نيوزيلندا - ) هو لاعب كريكت نيوزلندي. شارك مع منتخب نيوزيلندا الوطني للكريكت.

## وصلات خارجية
- جاك هنتر على موقع إي آس بي آن كريك إنفو (الإنجليزية)